# 董通
董通（1439年—？），字彥達，山西平陽府臨汾縣人，軍籍。明朝政治人物。進士出身。

## 生平
山西鄉試第八名。成化五年（1469年）乙丑科會試第一百五十四名，殿試登進士第三甲第一百一十五名。

## 家族
曾祖董誠。祖父董士良。父亲董欽。